# Тишкін Максим Олександрович
Максим Олександрович Тишкін (18 лютого 1983, м. Мінськ, СРСР) — білоруський хокеїст, захисник. 
Вихованець хокейної школи «Юність» (Мінськ). Виступав за «Юність» (Мінськ), ХК «Брест», «Юніор» (Мінськ), «Металург» (Жлобин), ХК «Вітебськ», «Юність» (Мінськ).
У складі юніорської збірної Білорусі учасник чемпіонату світу 2001 (дивізіон I).